# Filarek Bularza
Filarek Bularza – ostaniec na wierzchowinie Wyżyny Olkuskiej. Znajduje się w grupie Słonecznych Skał na orograficznie prawym zboczu Doliny Szklarki, w obrębie miejscowości Jerzmanowice, w odległości około 2 km na południowy wschód od szosy z Krakowa do Olkusza. Należy do tzw. Ostańców Jerzmanowickich. Wszystkie ostańce wchodzące w skład Słonecznych Skał są pomnikami przyrody.
Filarek Bularza znajduje się na otwartym terenie w zachodnim murze skalnym Sokołowych Skał. Ma wysokość 15–20 m. Podobnie jak pozostałe Słoneczne Skały zbudowany jest z twardych wapieni skalistych. Ma ściany połogie, pionowe lub przewieszone z filarami.

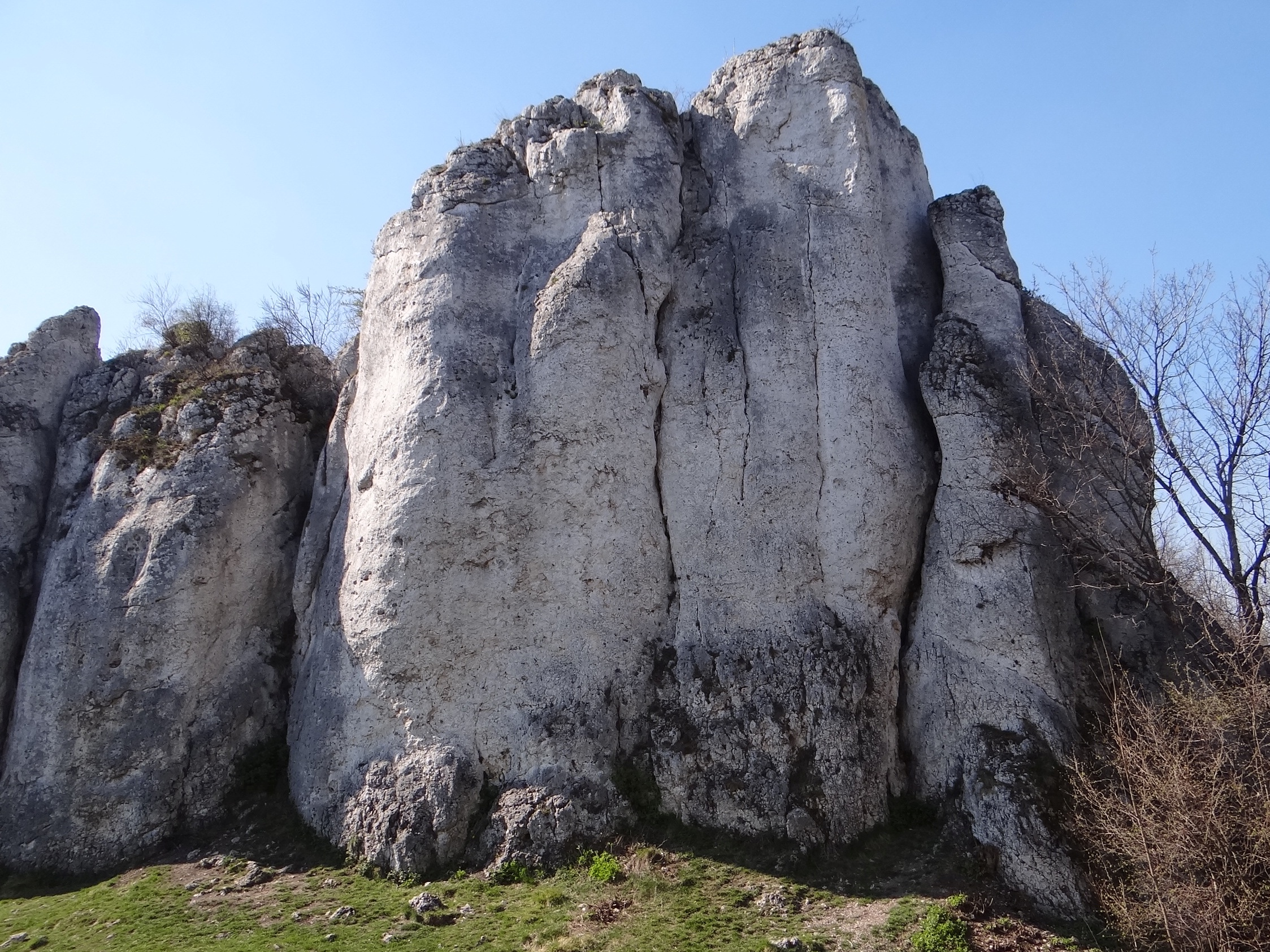
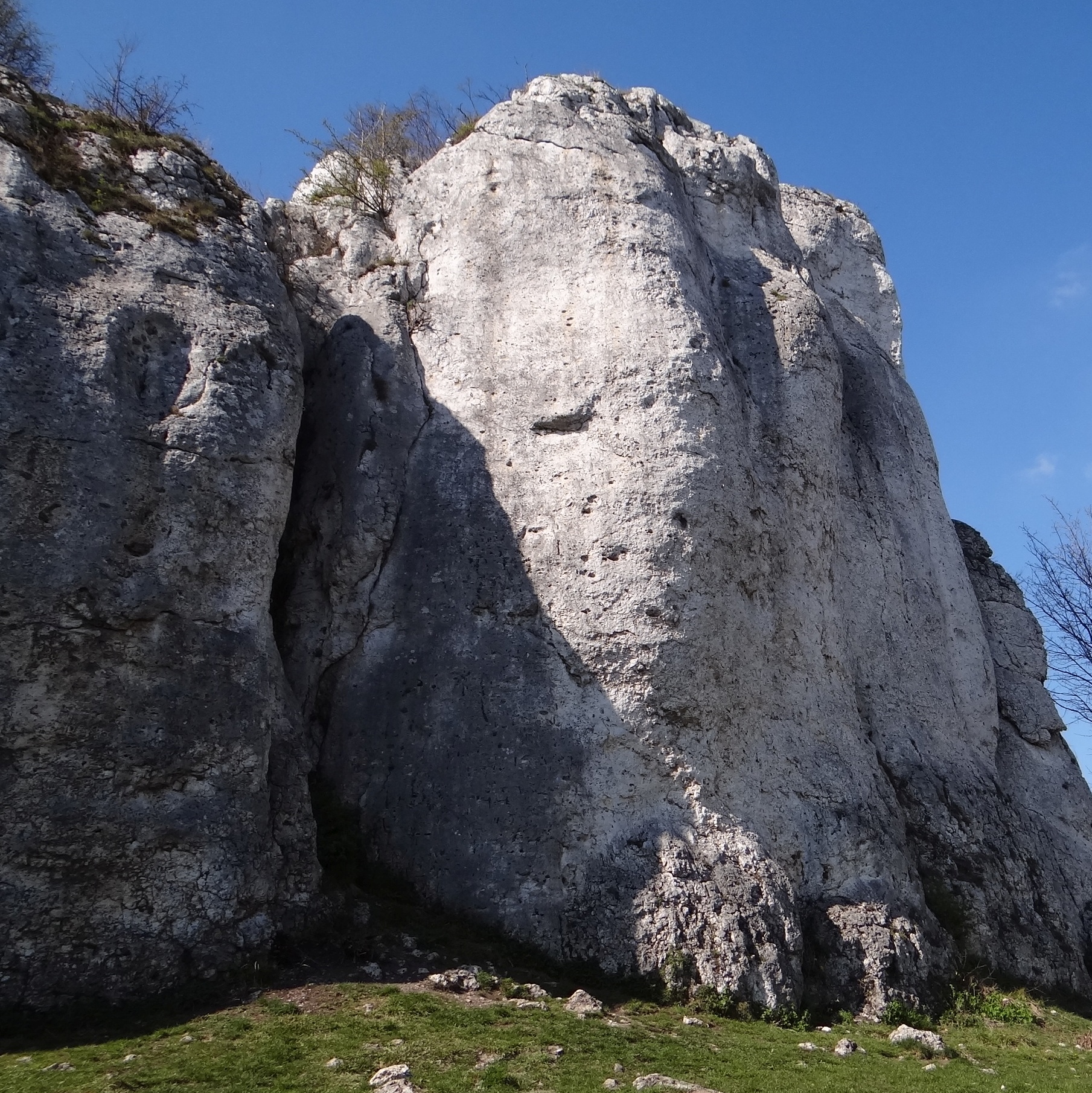
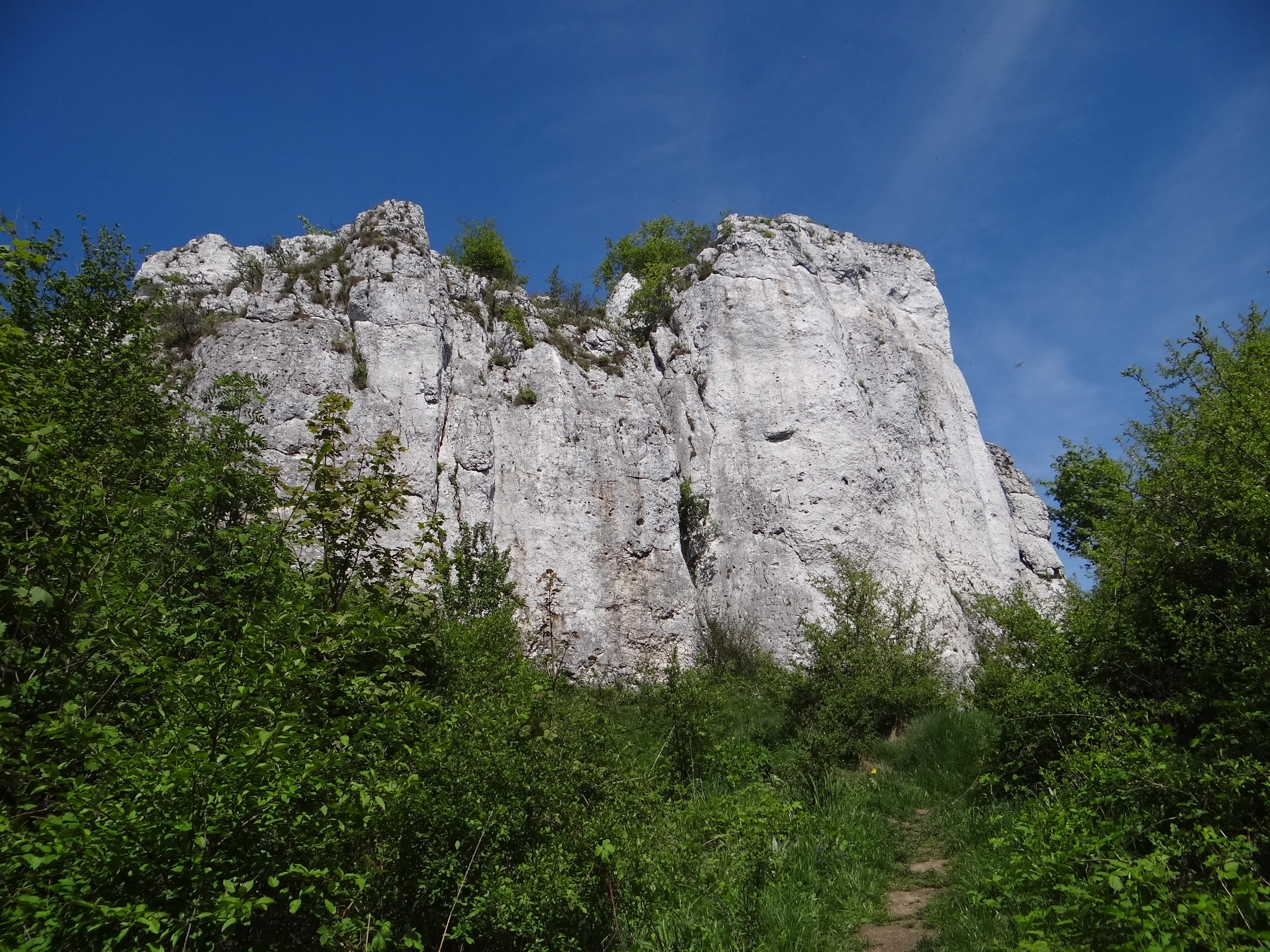
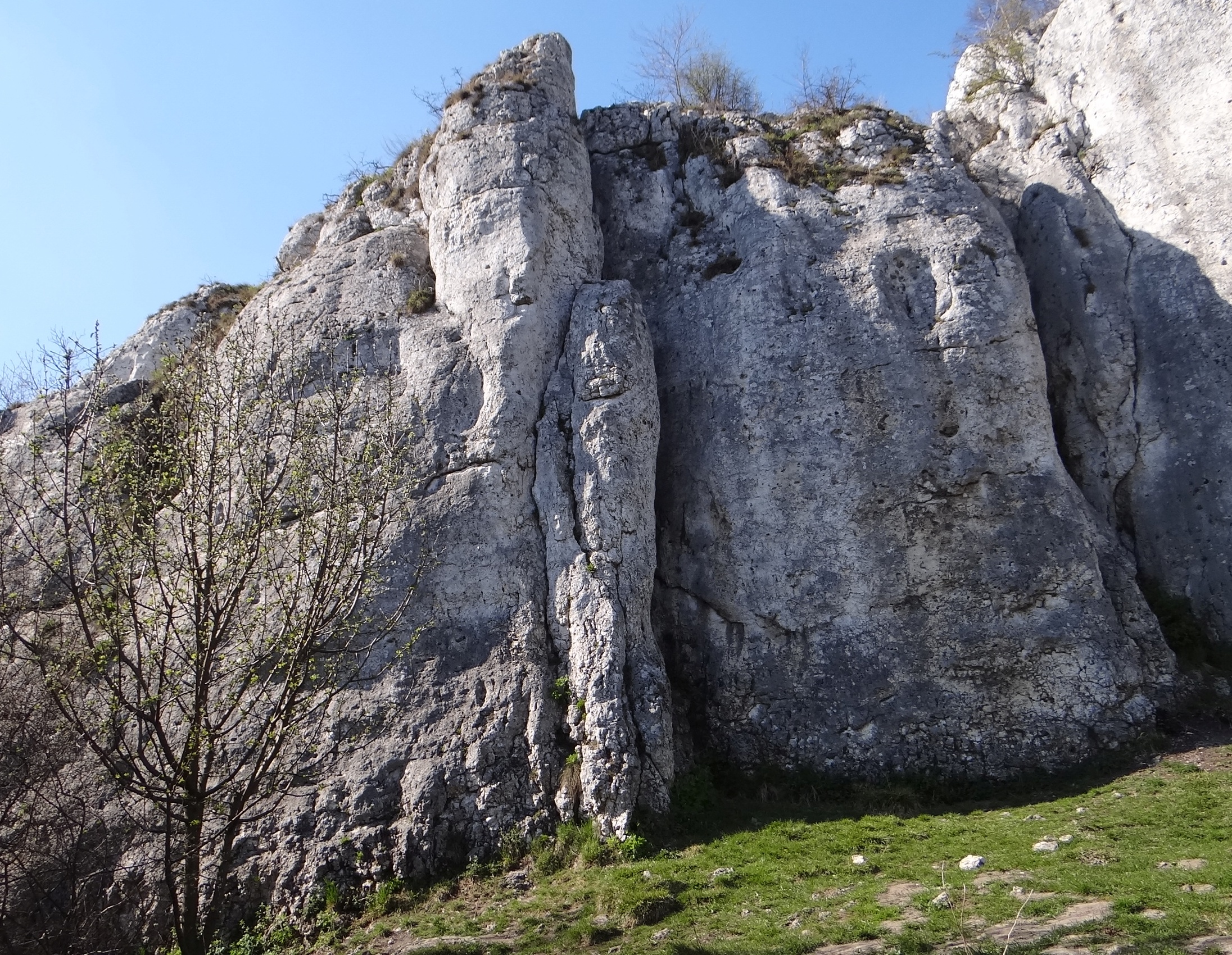

## Drogi wspinaczkowe
Na Filarku Bularza uprawiana jest wspinaczka skalna. Wspinacze poprowadzili na nim 27 dróg wspinaczkowych o trudności od III+ do VI.5+ w skali krakowskiej. Ściany wspinaczkowe o wystawie północno-wschodniej, wschodniej i południowo-wschodniej. Niemal wszystkie mają zamontowane stałe punkty asekuracyjne: ringi (r) i stanowiska zjazdowe (st), dwa ringi zjazdowe (drz) lub pojedynczy ring zjazdowy (rz).

Filarek Bularza i Płyta Benduskiego
1. Dokładka; 4r + drz, IV, 10 m
2. Krok przestępny; 4r + DRZ IV, 10 m
3. Prestidigitator; 4r + st, V, 12 m
4. Łonki Łan; 4r + st, V, 12 m
5. Płytka Benduskiego; 4r + st, VI.1, 14 m
6. Stara droga; 2r, VI
7. Wariant starego komina; 2r + st, III+, 14 m
8. Stary komin; IV+, 14 m
9. Klęska szybkiego Heinza; 5r + drz, VI.2+, 12 m
10. Mała płytka; 4r + drz, VI, 12 m
11. Igiełka; V, 16 m
12. Dzikie węże; 5r + st, VI.4, 16 m
13. Naciągania chińskie; 7r + st, VI.2, 18 m
14. Filarek Bularza; 6r + st, VI.1+, 18 m
15. Panel słoneczny; 6r + st, VI.3, 18 m

Filarek Bularza II
1. Droga zapomniana przez Boga; 5r + st, VI, 12 m
2. Dziurka prezesa; 6r + st, VI.2+, 18 m
3. Funt kłaka; 7r + st, VI.4, 18 m
4. Siedem nieszczęść z Albatrosa; 7r + st, VI.5+, 18 m
5. Efekt globalniany; st, VI+, 18 m
6. Lewar Ysa; VI+, 18 m
7. Płytka z rysą; 2r + rz, V+, 18 m
8. Dzikie wszy; 7r + rz, VI.2, 20 m
9. Rdzawa ryska; 7r + rz, VI.2, 20 m
10. Kaligóra; 7r + st, VI.1+, 20 m
11. Kominek z rysą; 4r, V+, 18 m
12. Kominek z lustrem; 5r, V+, 18 m[3].